# Jabłonka (dopływ Hoczewki)
Jabłonka – rzeka w Bieszczadach Zachodnich. Łącząc się z Rabiańskim Potokiem tworzy Hoczewkę, będąc zarazem jej dopływem. Jest także uznawana za jej górny odcinek. Na przeważającym odcinku dolina Jabłonki rozdziela Wysoki Dział od Pasma Łopiennika i Durnej.
Źródło położone jest na południowy wschód od szczytu Wołosania w Wysokim Dziale (ok. 980 m n.p.m.). W górnym biegu spływa w dół stoku niewielką doliną na północny wschód, miejscami na północ, a następnie w miejscowości Jabłonki przyjmuje prawobrzeżny dopływ. Od tego miejsca kieruje się już ku północy, pomiędzy pasmami Wysokiego Działu oraz Łopiennika i Durnej. Przepływa przez wsie Kołonice oraz Bystre, przyjmując z prawej strony dopływające potoki Żukra (Żikra) i Krupiwny, zaś z lewej Kołonicę, by potem, w Rabem, połączyć się z Rabiańskim Potokiem (ok. 470 m n.p.m.).
Pomiędzy Jabłonkami a Baligrodem wzdłuż rzeki przebiega droga wojewódzka nr 893 z Cisnej do Leska.